# Río Concepción
Der Río Concepción (auch Río Magdalena) ist ein 384 Kilometer langer Fluss im mexikanischen Bundesstaat Sonora. Der Fluss entspringt 9 km südöstlich von Santa Cruz auf etwa 1800 Metern am Cerro Las Veredas im Gebiet El Carrizo (Casa de Piedra). Er fließt in Richtung Westsüdwest durch Imuris, Magdalena de Kino, Santa Ana und Caborca. Bei Desemboque (Municipio Caborca) fließt er in den Golf von Kalifornien.

## Flusslauf und Becken
Das Becken des Río Concepción hat sich um die Ortschaft Imuris aus den Flüssen El Bambooto, Mil-pillas und Fresnal gebildet. Bei Magdalena de Kino nimmt der Fluss das Wasser der Bäche Sásabe und Tasiacuri und an der Grenze zu Santa Ana vereinigt er sich mit dem Fluss Altar, um mit diesem La Asunción zu bilden. Bei Santa Ana kommen zudem noch die Wasser der Bäche Corral Viejo, Aguaje, Otate, Coyotillo und Cumaro sowie der Pitiquito und der Caborca hinzu.
Das Becken des Río Concepción ist auf rund 3.000 ha Fläche von alten Wäldern bedeckt. Es liegt auf einer Höhe von rund 2.480 Metern. Die Vegetation, die dem Schutz des Bodens dient, besteht unter anderem aus Bäumen der Gattung Pinus hartwegii, Abies religiosa und Eichenmischwäldern. Sie bilden dabei die Grundlage eines Ökosystems der Kultivierung und Regulierung.